# 喜多見勝忠
喜多見 勝忠（きたみ かつただ）は、安土桃山時代から江戸時代前期にかけての武将・旗本。武蔵江戸氏23代・喜多見氏初代当主。

## 出自
武蔵江戸氏は桓武平氏の平将常を祖とする秩父氏の庶流。その23代当主・勝忠が江戸に入府した徳川家康の旗本となり、武蔵国喜多見村500石を安堵された際、喜多見に改姓した。

## 略歴
勝忠は奥州吉良氏の家臣として、古河公方、次いで後北条氏に属し、天正18年（1590年）の小田原征伐では後北条氏と共に小田原城に籠城した。その後、江戸に入府した徳川家康の家臣となり、改姓した際に名も勝重に改めたとされる。九戸政実の乱では岩手沢まで出征し、関ヶ原の戦い・大坂の陣に従軍した功績から元和2年（1616年）に近江国郡代となり、500石を加増された。
その後、摂津郡代に任じられ、元和4年（1618年）には堺奉行に補任され摂津・河内・和泉の奉行を兼任する。また、後陽成院の葬礼を務めるなどの功績を挙げたことから、元和7年（1621年）に1000石を加増され、計2000石となる。勝忠が堺奉行に奉じてから10年の間、牢獄に訴訟を起こした者はなく、街には奸人も無く、市民善政を謳歌したとされる。江戸幕府2代将軍・徳川秀忠は南宗寺入来に際し、籠を勝忠の邸に枉げられ、勝忠は茶を献じて小袖及び黄金を下賜されたとされる。
寛永4年12月26日、堺奉行在職中に病死。享年60。
家督は次男の重恒が継いだ。2000石の所領のうち、1000石を重恒、残る1000石を三男の重勝が継いだ。孫の重政は2万石の譜代大名となって喜多見藩を立藩、喜多見家は大名家となった。